# Marco Zanotti
Marco Zanotti (født 21. januar 1974) er en italiensk tidligere professionel cykelrytter.